# Pescante

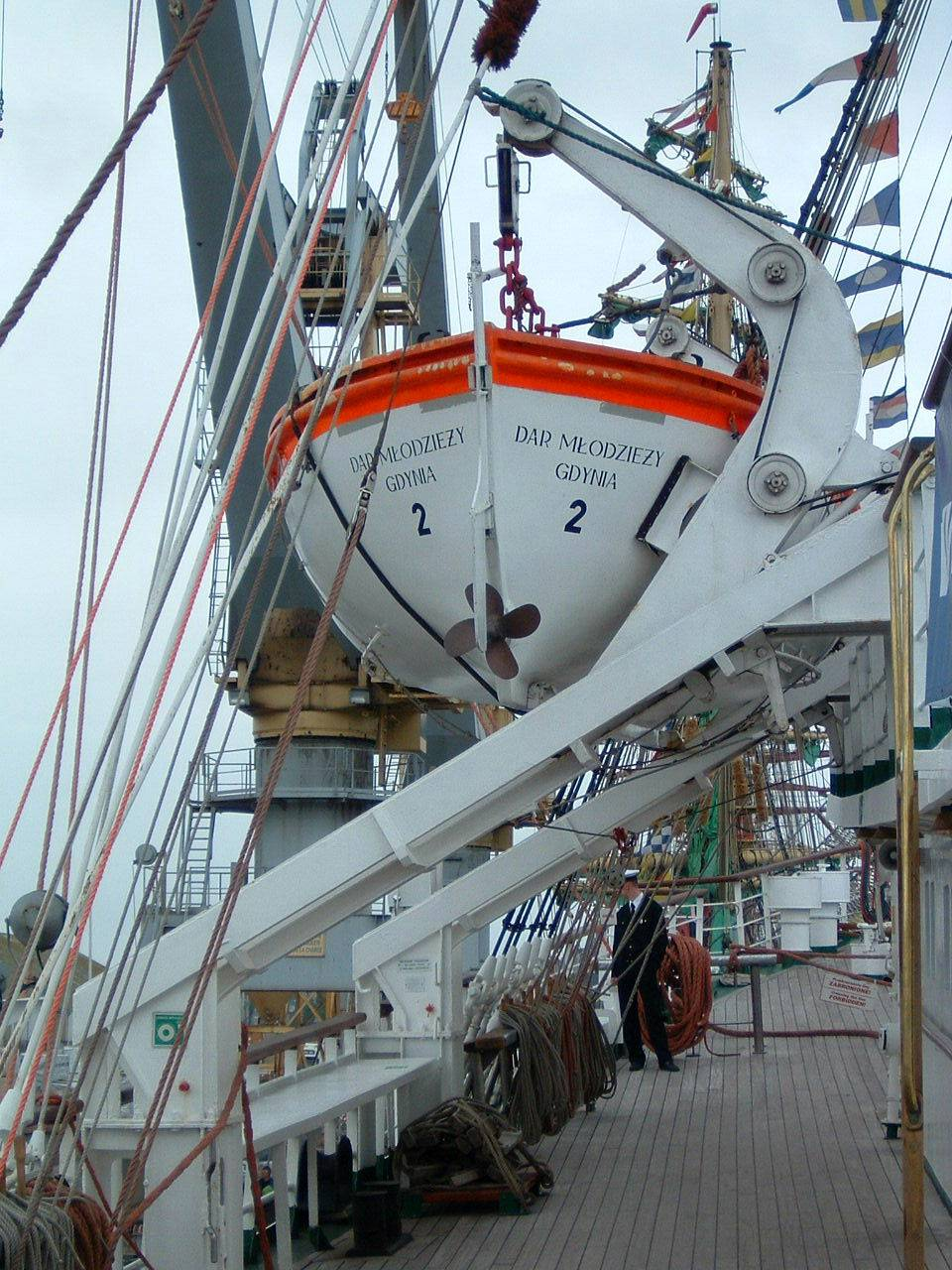
Pescante para bote salvavidas.

En náutica, el pescante es un dispositivo para izar o arriar pesos a bordo de un barco. En la fotografía se observa un pescante de gravedad para arriado de botes salvavidas.

## Contexto
Este dispositivo permite arriar, una vez soltadas todas las trincas de mar, un bote con o sin empleo de asistencia de guinches de energía eléctrica. El simple hecho de levantar una palanca de freno posibilita que el bote sea bajado al agua para facilitar el embarque de los pasajeros.
Tiene la contraindicación de que si, por algún motivo, el buque tiene al momento del abandono una escora muy pronunciada (más de 45°), este mecanismo puede fallar.
En previsión de esta circunstancia, el Convenio Internacional para la Seguridad de la Vida Humana en el Mar (SOLAS) exige que los buques de carga que utilicen estos mecanismos como método de arriado de botes salvavidas posean la capacidad de plazas de abandono exigida a cada banda. Es decir, que un buque con 100 pasajeros-tripulantes deberá tener esa capacidad por cada banda.

## Accionamiento
1. Se liberan todas las trincas para permitir que el conjunto bote-pescante se deslice por el plano inclinado, sacando al bote por fuera de la borda.
2. Se arría el conjunto hasta poner el bote a la altura de la cubierta de abandono.
3. Se embarca a los pasajeros y tripulantes, luego se liberan las trincas de aconche (las que obligan al bote a permanecer pegado al casco).
4. Finalmente se deja descender al bote hasta el agua.

Todo este proceso debe realizarse liberando un freno mecánico.
La tendencia moderna en buques de carga, donde son pocos los tripulantes a evacuar, es tener un solo bote salvadidas en la popa que se lanza al agua con toda la dotación ya en su interior.
Esto, si bien es más violento, es más ágil más veloz y más seguro, por este motivo se lo adopta en las nuevas construcciones.

## Desarrollo
Con el desarrollo de las embarcaciones, la forma de poder echar un bote de salvamento o chalupa al agua tuvo un desarrollo gradual. En el Siglo XVI, las chalupas iban al centro del combes de la embarcación y se arriaban mediante una laboriosa operación mediante cuerdas y un mástil pivotante. En el siglo XVII aparecieron los primeros pescantes suspendidos fijos en las bandas de las grandes embarcaciones de guerra. 
La necesidad de arriar rápidamente los botes de salvamento desde los barcos en caso de emergencia llevó al desarrollo de mejores sistemas de arriado. En el siglo XIX  se usaban los pescantes radiales fijos o rotarios que permitían un arriado de botes siempre y cuando la embarcación siniestrada no escorará más allá de los 30° de inclinación donde el sistema quedaba invalidado. En la primera década del 1900, Axel Welin, un ingeniero sueco patentó en 1900 un sistema de pescantes denominado Cuadrante, de engranaje que fue adoptado para la clase Olympic de la White Star Line que permitía hasta el lanzamiento de tres botes, en el HMHS Britannic estos pescantes alcanzaron una gran envergadura.
En 1920, otro inventor, Ane Pieter Schat, un holandés, inventó y patentó un sistema de pescantes radiales pivotantes de frenado automático que permitían deslizar el bote con ayuda de unos esquíes hasta con una escora de 45°, este sistema que fue adoptado por muchas marinas del orbe.
En el siglo XXI, se hizo extensivo el uso del bote salvavidas cerrado tipo Whittaker, de caída libre, un sistema que los armadores adoptaron en la marina mercante que permite la rápida evacuación de la tripulación en un bote motorizado, equipado para subsistencia prolongada en el mar. Incluso se usan en plataformas petroleras.

## Galería

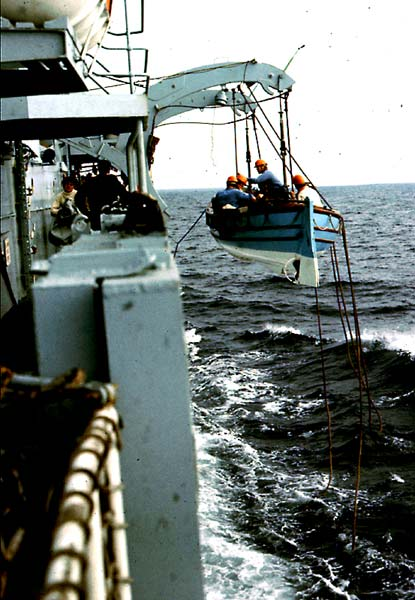
Maniobra de arriado
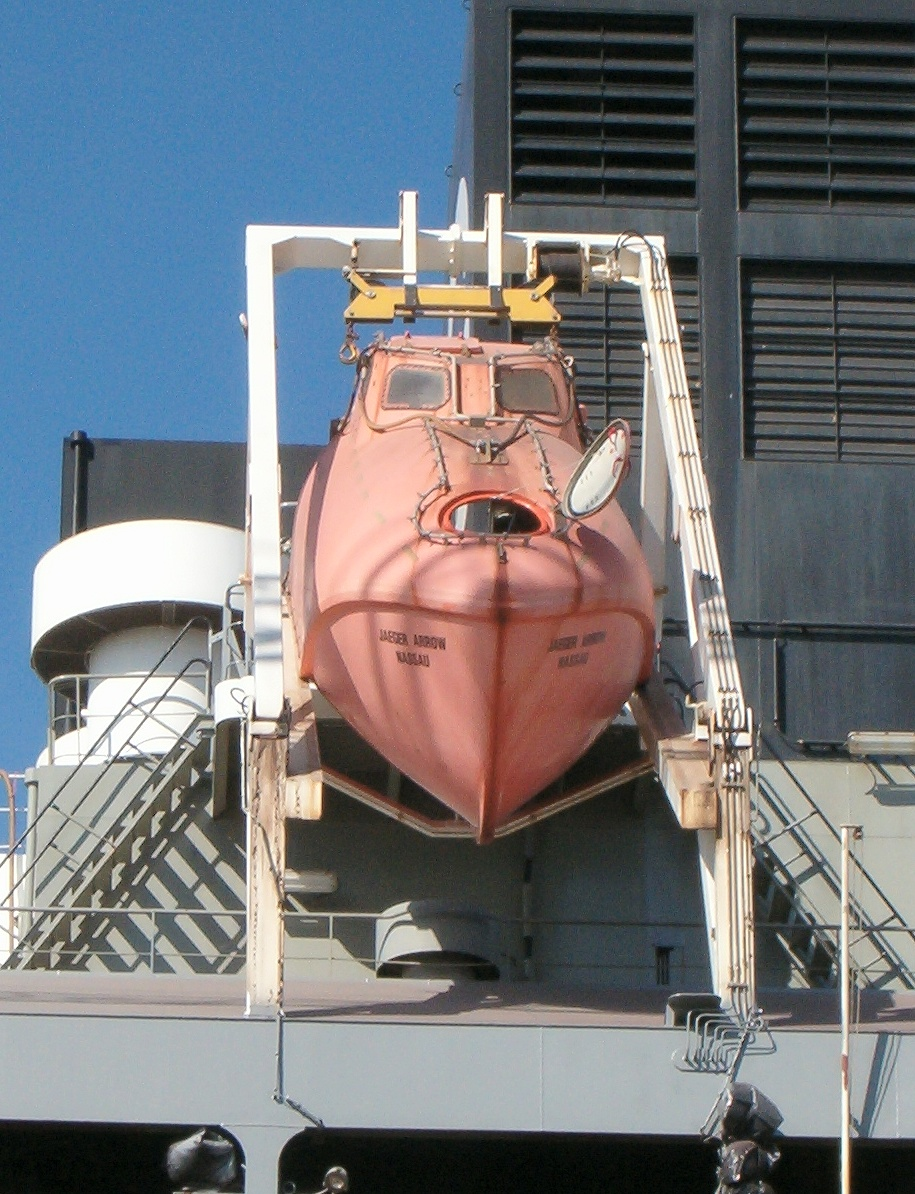
Sistema moderno de lanzamiento de caída libre por popa.
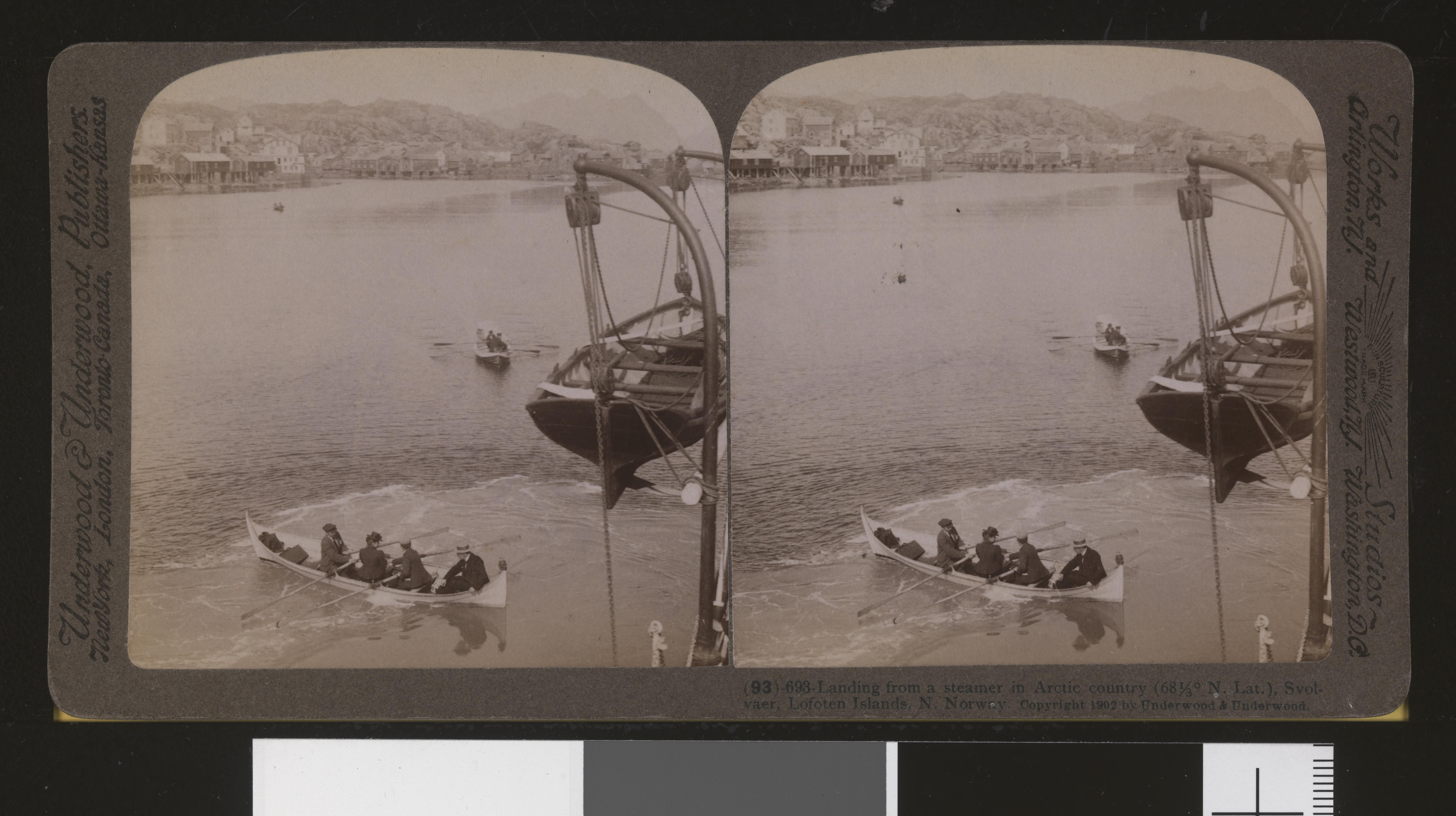
Pescante radial de pivote suspendido, muy usado en el siglo XIX.
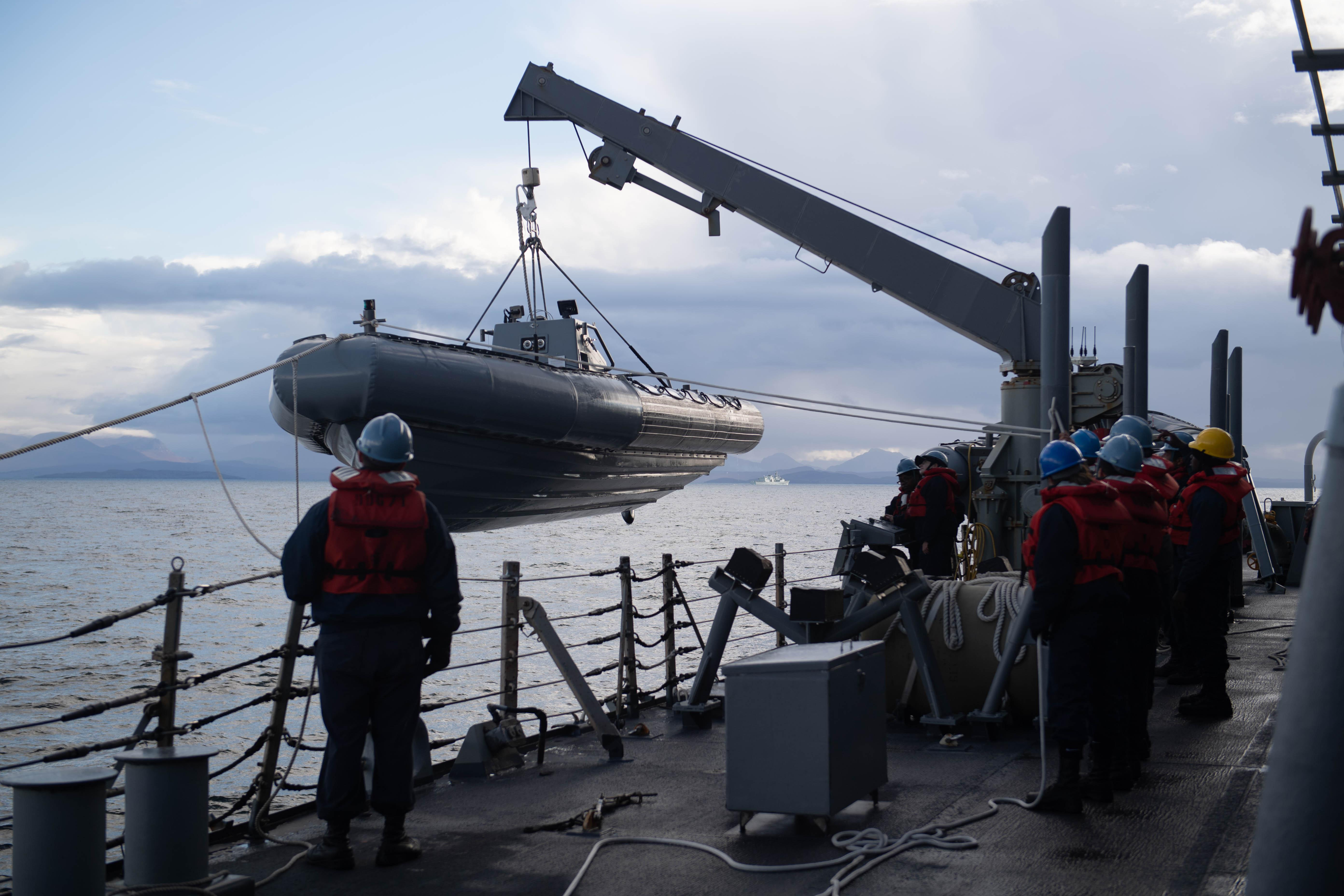
Pescante rotatorio simple de uso militar.
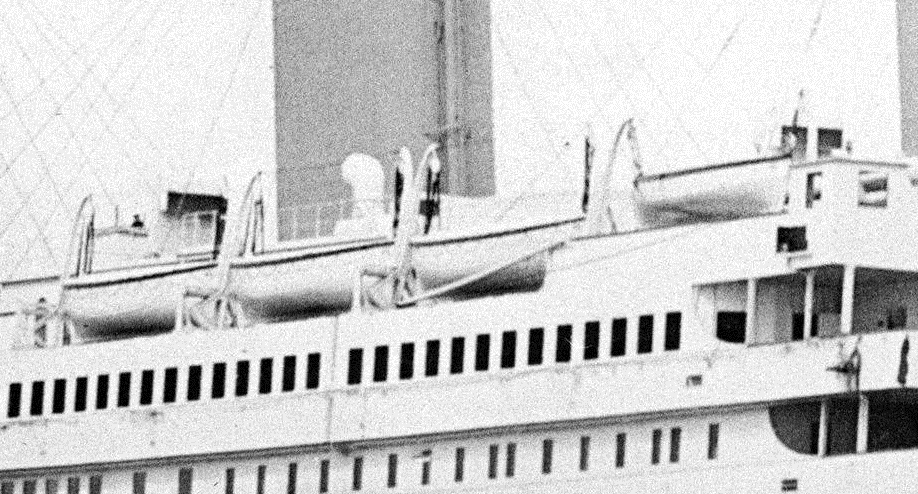
Pescantes de engranaje tipo Welling Quadrant en la cubierta del RMS Titanic.
Sistema moderno por lanzamiento por caída libre